# Pjotr Medoelitsj
Pjotr Petrovitsj Medoelitsj (Russisch: Пётр Петрович Медулич) (Berehove, 2 december 1991) is een Russische freestyleskiër.

## Carrière
Medoelitsj maakte zijn wereldbekerdebuut op 16 januari 2011 in Mont Gabriel. Vijf dagen later scoorde hij in Lake Placid zijn eerste wereldbekerpunten. Op de wereldkampioenschappen freestyleskiën 2011 in Deer Valley eindigde de Rus als twaalfde op het onderdeel aerials. Op 15 januari 2012 behaalde Medoelitsj in Mont Gabriel zijn eerste toptienklassering in een wereldbekerwedstrijd. Zes dagen later stond hij in Lake Placid voor de eerste maal in zijn carrière op het podium van een wereldbekerwedstrijd. Tijdens de wereldkampioenschappen freestyleskiën 2013 in Voss eindigde de Rus als tiende op het onderdeel aerials.
Op 5 februari 2016 boekte Medoelitsj in Deer Valley zijn eerste wereldbekerzege.

## Resultaten

### Wereldkampioenschappen
| Jaar | Plaats      | Resultaten  |
| ---- | ----------- | ----------- |
| 2011 | Deer Valley | 12e Aerials |
| 2013 | Voss        | 10e Aerials |

### Wereldbeker
Eindklasseringen
| Seizoen   | Algm | AE    |
| --------- | ---- | ----- |
| 2010/2011 | 111e | 29e   |
| 2011/2012 | 36e  | 15e   |
| 2012/2013 | 79e  | 20e   |
| 2015/2016 | 17e  | Brons |
| 2016/2017 | 268e | 38e   |

Wereldbekerzeges
| Datum           | Plaats      | Onderdeel |
| --------------- | ----------- | --------- |
| 5 februari 2016 | Deer Valley | Aerials   |